# Sysselt
De Sysselt (uitspraak: Siesselt) is een bosgebied ten oosten van Ede in de Nederlandse provincie Gelderland.
Het natuurgebied met een oppervlakte van 350 ha is sinds 1954 eigendom van Gelders Landschap & Kastelen.

## Naam
De naam wordt ook geschreven als: (De) Sijsselt.  Ook werd vroeger wel de naam: De Zijselt gebruikt (bijvoorbeeld op de topografische kaart 1847/8).
In Ede is een straatnaam genoemd naar de Sysselt: Sijsseltselaan, geschreven met een lange ij.
Over de oorsprong van de naam bestaat geen zekerheid. Er zijn vermoedens dat de naam verband houdt met de sijs (Spinus spinus), die hier als wintergast voorkomt, en die hier mogelijk werd gevangen. 

## Geografie
De huidige grenzen van de Sysselt zijn: 
- aan de (noord-)westzijde: de terreinen van de voormalige militaire kazernes van Ede – de kazernecomplexen Ede-West en  Ede-Oost;
- aan de (noord-)oostzijde: de Ginkelse Heide;
- aan de zuidzijde: de A12 en de spoorlijn Utrecht - Arnhem.

## Geschiedenis
In de middeleeuwen droeg het gebied ten zuidoosten van het tegenwoordige Ede, ten oosten van Bennekom en Wageningen, zuidelijk tot aan de Nederrijn en oostelijk tot aan de Hartense of Renkumse beek, de naam "Moftbos". De oudste geschreven vermelding van dat Moftbos dateert van 996. Eigendom Stift Elten. Later was het het domein van de graven van Gelre, en na 1339 van het Hertogdom Gelre.
In 1427 gaf Arnold, de hertog van Gelre, het noordwestelijke deel van het Moftbos in leen aan Udo den Boese, de heer van Kernhem.
In 1437 wordt de Sysselt voor het eerst met name genoemd.
In 1841 werd begonnen met de aanleg van de Rhijnspoorweg. Dat betekende een doorsnijding van het zuidelijk deel van de Sysselt.
Vanaf 1942 vonden de werkzaamheden voor de aanleg van "het Hazenpad" (de tegenwoordige A12) plaats. Dat betekende opnieuw een doorsnijding.

## Afbeeldingen

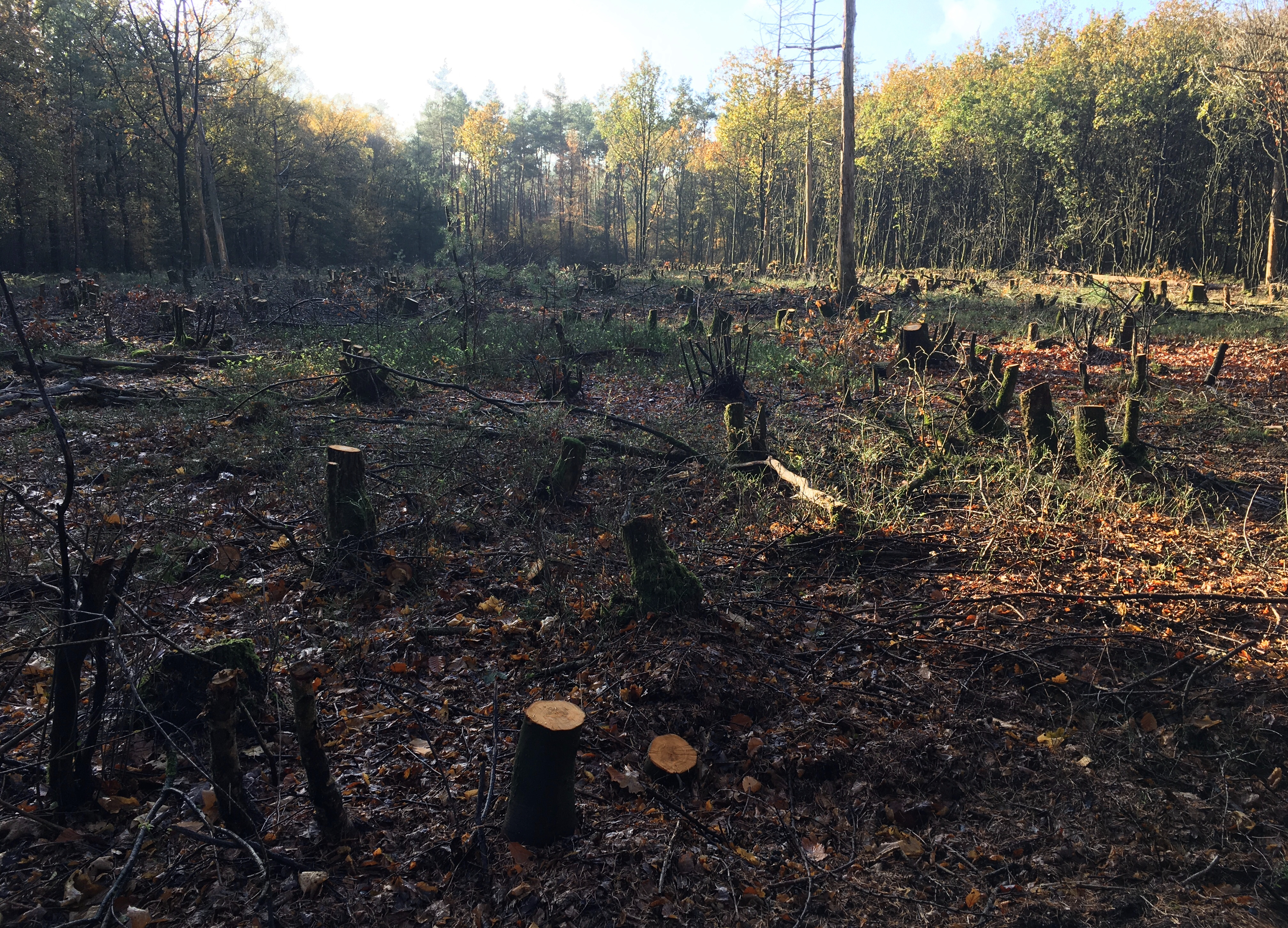
Hakhout
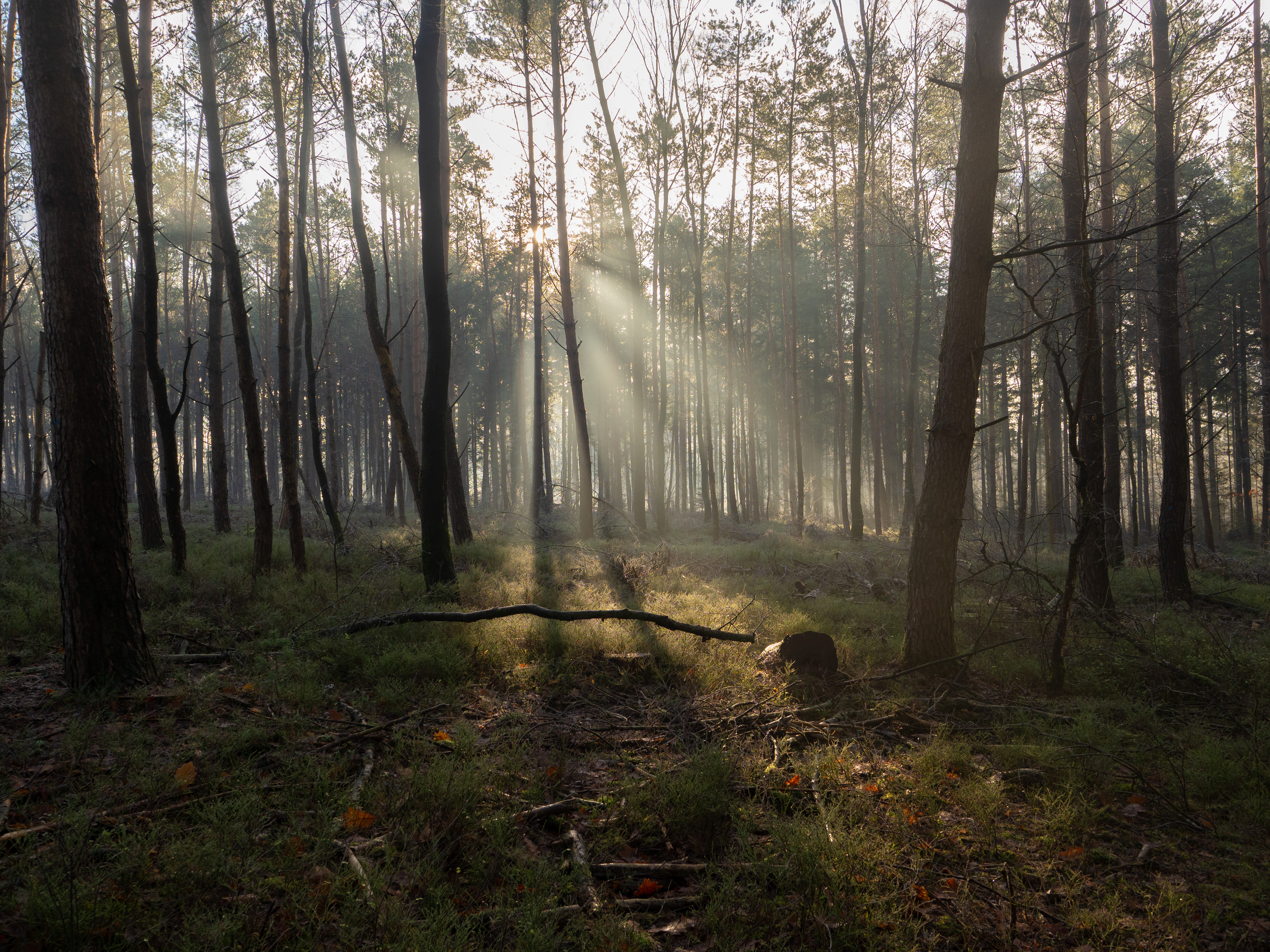
Naaldbos